# 大倉町 (川崎市)
大倉町（おおくらちょう）は、神奈川県川崎市中原区の地名。丁目のない単独行政地名。住居表示未実施区域。
1974年（昭和49年）10月15日に苅宿・鹿島田・北加瀬の一部により、大倉町を形成した。
全域が三菱ふそうトラック・バス本社・川崎製作所で占められているため、住民はいない。

## 事業所
2021年（令和3年）現在の経済センサス調査による事業所数と従業員数は以下の通りである。
| 町丁   | 事業所数 | 従業員数 |
| ------ | -------- | -------- |
| 大倉町 | 22事業所 | 7,036人  |

### 事業者数の変遷
経済センサスによる事業所数の推移。
| 年                 | 事業者数 |
| ------------------ | -------- |
| 2016年（平成28年） | 22       |
| 2021年（令和3年）  | 22       |

### 従業員数の変遷
経済センサスによる従業員数の推移。
| 年                 | 従業員数 |
| ------------------ | -------- |
| 2016年（平成28年） | 3,628    |
| 2021年（令和3年）  | 7,036    |

## その他

### 日本郵便
- 郵便番号 : 211-0023[3]（集配局 : 中原郵便局[9]）

### 警察
町内の警察の管轄区域は以下の通りである。
| 番・番地等 | 警察署     | 交番・駐在所 |
| ---------- | ---------- | ------------ |
| 全域       | 中原警察署 | 木月交番     |